# RSE 31–32
Die beiden schmalspurigen Tenderlokomotiven RSE 31–32 der Rhein-Sieg-Eisenbahn (RSE) waren Dampflokomotiven für den schweren Güterzugbetrieb und wurden von Borsig 1923 gebaut. Sie waren bis 1961 in Betrieb. Es ist keine Lokomotive erhalten geblieben.

## Geschichte
Anfang der 1920er Jahre benötigte die Rhein-Sieg-Eisenbahn für den aufkommenden Transport von Basalt schwerere und stärkere Lokomotiven, als es die vorhandenen BTE 3–5 waren. Gleichzeitig war gerade die Zeit der Weltwirtschaftskrise, und so wurde der Auftrag geteilt. Zwei sechsachsige Lokomotiven wurden bei Borsig bestellt und zwei, die dann als RSE 51–52 bezeichneten Lokomotiven, bei Jung.
Die HBE-Tierklasse bildete das Vorbild der Borsig-Lokomotiven. So wurden die wesentlichen Merkmale von dieser Reihe übernommen; der hochliegende und dicke Kessel, die schmalen und hohen seitlichen Wasserbehälter sowie der kurze Vorratsbehälter hinter dem Führerhaus. Die 1923 gelieferten Lokomotiven wurden als 31–32 bezeichnet. Zum Zeitpunkt der Auslieferung war bei der Rhein-Sieg-Eisenbahn noch keine durchgehende Druckluftbremse eingeführt, so dass nur die Lokomotiven druckluftgebremst waren. Erst ab Ende der 1930er Jahre wurde dieser Bremsart bei Güterzügen eingeführt, was zu einer Nachrüstung mit einer zweistufigen Luftpumpe von Knorr führte.
Die Lokpersonale der RSE bevorzugten die Jung-Lokomotiven, weil die Borsig-Lokomotiven trotz des verdampfungsfreudigeren Kessel und dem Vorteil der besseren Umsteuerung der Heusinger-Steuerung sowie der einfacheren Fahrwerksgestaltung geringere Vorräte, ein engeres Führerhaus und kleinere Führerstandsfenster hatten. Zudem hatten diese eine schlechtere Streckensicht durch die hohen und vorn nicht abgeschrägten Wasserkästen.
Die Lokomotive RSE 32 wurde vor 1960 ausgemustert und verschrottet. Die RSE 31 wurde Ende der 1950er Jahre auf Ölhauptfeuerung umgebaut, bei der die Lokomotive geringere Vorwärmzeiten benötigte und der Heizer eingespart werden konnte, da der Lokführer seine Arbeit mit übernehmen konnte. Zur Streckenbeobachtung fuhr der Zugführer auf dem Führerstand mit. 1961 wurde die Lokomotive ausgemustert und verschrottet, da Diesellokomotiven den Verkehr übernahmen.

## Konstruktion
Von den beiden Lokomotiven von Borsig sind nicht alle technischen Daten bekannt. Die Lokomotiven hatten einen Barrenrahmen und die Laufradsätze waren als Bisselachsen mit einem seitlichen Spiel von 125 mm ausgeführt. Das Kuppelachsfeld befand sich bei den Lokomotiven symmetrisch unter der Lokomotive, dadurch bestand keine Gefahr einer Überpufferung bei Bogenfahrt. Die Loks erhielten eine von Borsig modifizierte Heusinger-Steuerung mit Kuhnscher Schleife, wodurch der Fahrtrichtungswechsel wesentlich vereinfacht wurde.
Die Lokomotiven besaßen einen großen Kessel mit hoher Lage. Ursprünglich war er mit einer Speisewasservorwärmung versehen, in dem weiten Schornstein befanden sich zusätzliche Wassertaschen. Die gewünschte Kohleeinsparung wurde mit hohen Werkstattkosten erkauft, sodass die Anlage bald wieder entfernt wurde. Mit dem Umbau auf Ölhauptfeuerung wurde hinter dem Führerstand ein zusätzlicher Ölbehälter anstatt des Kohlekastens eingebaut. Dadurch änderte sich das Aussehen der Rückfront und die Lokomotiven wurden länger.